# Orljavac
Orljavac – wieś w Chorwacji, w żupanii pożedzko-slawońskiej, w gminie Brestovac. W 2011 roku liczyła 167 mieszkańców.